# Гаянис
Гаянис (англ. Hyannis [ˌhaɪˈænɪs]) — найбільша з семи околиць міста Барнстебел, розташоване на півострові Кейп-Код, у штаті Массачусетс, США. Гаянис часто називають "столицею Кейп-Кода" проте це неформальне призначення тому що Хаянис не є самостійною адміністративною одиницею а частиною міста Барнстебел, його історичним центром з головною вулицею, де розташовані установи округу Барнстебел, важливі комерційні та ділові установи, торговий центр Кейп-Код, музей присвячений президенту Джону Ф. Кеннеді. 

## Туризм
Головною причиною того, що Гаянис є популярним туристичним напрямком, є наявність численних пляжів та полів для гольфу. Окрім культурних заходів та музеїв, Гаянис приваблює своїм нічним життям та різноманітною кухнею. Нічне життя повністю зосереджено в районі головної вулиці та порту, де щільно розташовані ресторани, бари, сувенірні крамниці, морозивниці тощо. Влітку організовується ярмарки та концерти. 

## Транспорт
У Гаянисі є пасажирський і вантажний порт, який є найбільшим регіональним портом для рекреаційних круїзів. Тут знаходиться другий за величиною торговий і рибальський порт Кейп-Коду.
Друга за важливістю дорожня артерія на півострові, шосе 28, проходить через Гаянис. До Гаяниса можна дістатися автобусами з Бостона, Провіденсу та Нью-Йорку. Від автовокзалу міста ходить багато автобусів до всіх частин півострова, включаючи Провінстаун. Залізнична лінія до Гаяниса використовується лише як туристична визначна пам'ятка та транспортування промислових відходів за межі півострова. Є щоденні рейси до Нантакету, Мартас-Віньярд і Бостона, які відправляються з місцевого аеропорту. Пороми та невеликі кораблі також подорожують кілька разів на день до Нантакету та Мартас-Віньярд.

## Відомі люди
- Роберт Річардсон (* 1955) — американський кінооператор.